# Maria Jilova
Maria Jilova (1870-1934) est une physicienne et astronome russe.

## Postérité
L'astéroïde (1255) Schilowa et le cratère vénusien Zhilova ont été nommés en son honneur.